# Nakhla
Nakhla (în arabă النخلة) este o comună din provincia El Oued, Algeria.
Populația comunei este de 12.652 de locuitori (2008).